# Xã Wilmot, Quận Bradford, Pennsylvania
Xã Wilmot (tiếng Anh: Wilmot Township) là một xã thuộc quận Bradford, tiểu bang Pennsylvania, Hoa Kỳ. Năm 2010, dân số của xã này là 1.204 người.